# Fernand Costermans
Fernand Aloïs Eufrasie Costermans is een personage uit de televisiereeks F.C. De Kampioenen. Fernand wordt gespeeld door Jaak Van Assche. Hij was in de reeks te zien vanaf 2000. Hij is een gastpersonage in de laatste twee afleveringen van reeks 10. Vanaf reeks 11 kreeg hij een hoofdrol, tot aan het einde van de serie uit 2011, na 21 seizoenen. Ook in de films en de kerstspecial is hij te zien.

## Personage
Fernand is een louche voddenmarchant en een geldwolf die niet vies is van vrouwelijk schoon. Fernand kocht in 2000 met een list het restaurant van BTW op om er een, naar eigen zeggen, antiekzaak van te maken. In werkelijkheid verkoopt hij er niets anders dan rommel. Zijn vader en grootvader waren eveneens antiquair, en Fernand is als kleinzoon de derde generatie antiekverkoper. Hij is ook een echte duivenliefhebber. Het feit dat zijn duiven moeten vallen op dezelfde dag als de Kampioenen spelen, zorgt geregeld voor conflicten. Fernand is lid van duivenclub "De Verre Drachten", net als zijn enige vriend Fons, die Fernand soms helpt om de Kampioenen een hak te zetten.
Zijn catchphrase is "man, man, man" bij verbazing of verontwaardiging, soms gevolgd door "miserie, miserie".
Bij zijn eerste verschijning in de aflevering 12 van reeks 10 had Fernand het erover dat zijn vrouw moest bevallen in het ziekenhuis. Om medelijden te wekken vertelde Fernand later steeds dat hij zieke kinderen heeft: zijn "polemieke, leukemieke kindjes". Dit zou geloofwaardig overkomen ware het niet dat het er soms twee, soms drie, soms vier etc. waren. In de laatste aflevering van de serie blijkt dat zijn verhaal daadwerkelijk klopte en dat hij zeven kinderen heeft.
Fernand verhuurde de kamer boven zijn zaak aan Pol De Tremmerie en Doortje Van Hoeck. Later kwamen Marc Vertongen en Bieke Crucke er wonen. Geregeld was er dan ook een conflict omdat hij de huur wilde opslaan. Fernand heeft ook erg veel invloed op Marc die hij soms voor zijn kar probeert te spannen en geld af te troggelen. In reeks 19 ontdekte Marc per ongeluk een dichtgemetselde zolderkamer achter een muur in de loft. Sinds dat moment deed deze kamer dienst als kinderkamer voor Paulien.
Fernand knapte soms ook klusjes op voor de Kampioenen, weliswaar tegen hoge prijzen (en meestal mankeert er meer na dan voor de reparatie). Toen Maurice de Praetere de nieuwe vriend werd van Pascale, kreeg hij er als klusjesman een stevige (en veel goedkopere) concurrent bij.
In reeks 17 nam Fernand deel aan een bierproefwedstrijd in een klooster van de cisterciënzers. De hoofdprijs was een all-in verblijf op een historische locatie. De paters zagen hem niet graag komen omdat hij hen vroeger eens een slecht werkend kacheltje verkocht had waardoor de volledige linkervleugel van het klooster afbrandde. Fernand won de wedstrijd nadat hij op listige wijze de antwoorden van Doortje als de zijne indiende. Het all-in verblijf bleek echter een verblijf in het klooster waarbij zeer strenge normen en regels nageleefd moesten worden. In reeks 18 werd Fernands duivenkot afgebroken door de gemeente omdat het illegaal gebouwd was (het duivenkot stond er wel al ten tijde van DDT). Fernand werd in die reeks ook tijdelijk voorzitter. Op die manier hoopte hij ervoor te kunnen zorgen dat de Kampioenen al hun wedstrijden zouden winnen en dat hij door te gokken zelf veel geld zou opstrijken. Uiteindelijk werd Boma opnieuw voorzitter.
Fernand heeft al jaren een oogje op Carmen Waterslaeghers. Zij moet echter niet van hem weten. Daarnaast had hij ook eventjes een relatie met Georgette Verreth, de moeder van DDT, "ma DDT". Toen zij ontdekte dat hij alleen op haar geld uit was, verliet ze hem.
Alhoewel de Kampioenen altijd laten uitschijnen dat ze niets van Fernand moeten weten, zijn ze toch bezorgder om hem dan ze durven toegeven. Toen Fernand eens enkele dagen verdwenen was, vreesde iedereen dat hij zelfmoord gepleegd zou hebben. Later bleek echter dat hij naar Duitsland was voor een gesprek met een notaris over de erfenis van zijn tante Fernanda.
In het café bestelt Fernand steevast een "vieuxke".
Aan het einde van reeks 20 kreeg Fernand het bezoek van Dimitri De Tremmerie, die uit de gevangenis wist te ontsnappen. De twee beraamden een groots plan om voor de definitieve ondergang van de Kampioenen te zorgen. Uiteindelijk faalden ze en werden ze beiden gearresteerd. Fernand kwam alsnog vrij, DDT niet.
In reeks 21 kreeg Fernand grote financiële problemen en ondernam hij zelfs een zelfmoordpoging. Wanneer hij plots de lotto won, kon hij zijn geluk niet op en verkocht hij zijn antiekzaak aan Marc en Bieke. Niet veel later begon hij een relatie met Bertha Boma, de zuster van Balthasar Boma. De twee wilden samen een nieuw leven beginnen, tot plots een zekere Germaine (vertolkt door Katrien Devos) opdook: de vrouw van Fernand, die bovendien zijn zeven kinderen (Bruno, Rik, Ivo, Johan, Anne, Louis en Carmino) meebracht en hem verplichtte mee te komen en bij hen in te trekken om te helpen bij de opvoeding van hun kinderen.
In de film Kampioen zijn blijft plezant is Fernand zelfstandig reisleider van beroep, omdat zijn vrouw en zeven kinderen zijn fortuin hebben opgemaakt. In de vervolgfilm F.C. De Kampioenen 2: Jubilee General heeft hij een cateringbedrijf opgericht. In de film F.C. De Kampioenen 3: Forever werkt Fernand als rechterhand in de nieuwe garage van DDT. In de film F.C. De Kampioenen 4: Viva Boma gaat hij bij DDT intrekken.

## Familie
- Fernand heeft een oudere zus: Thérèse Costermans. Zij dook 1 keer op, in de eerste aflevering van reeks 11 en werd vertolkt door Jaak Van Assches vrouw Heddie Suls.
- Fernand heeft een nicht Sandrine. Zij was te zien in de twaalfde aflevering van de 20e reeks en werd vertolkt door Katrien De Becker.
- Zijn toneelspelende nonkel Albert Costermans deed eens of hij Pascales nonkel Gilbert was, om Maurice jaloers te maken. Albert werd vertolkt door Arnold Willems.
- Fernand had een tante Fernanda die in Duitsland woonde. In reeks 17 overleed zij. Fernand hoopte op de erfenis, maar ze schonk € 400.000 aan het dierenasiel waar haar hond verbleef.
- Naar eigen zeggen heeft hij nog een nonkel Bert, een van de eerste cameramannen van de televisie en een nonkel Gaston, een rijke industrieel.
- Pas in de allerlaatste aflevering wordt duidelijk dat Fernand eigenlijk getrouwd is. Hij heeft bij zijn vrouw Germaine zeven kinderen (van wie er één niet biologisch van hem kan zijn).

## Uiterlijke kenmerken
- bruin haar
- licht kalend
- geruit hemd (blauw)
- geruit overjasje (groen)
- blauwe jeansbroek
- struis lichaam
- klein
- niet gewassen, daardoor onfris ruikend
- leesbril met touwtjes rond hals bevestigd

## Catchphrases
- "man, man, man" bij verbazing of verontwaardiging, soms gevolgd door "miserie, miserie"
- "mijn zieke kindjes" (in wisselende aantallen)
- "maar dat is niet eerlijk!"
- "absoluut, absoluut"
- "ik scheur daar mijn broek aan hé"
- "verkochte goederen worden nooit teruggenomen!"
- "Normaal is zo een stuk onbetaalbaar maar gij krijgt dat voor..."

## Beroep
- Antiquair (seizoen 10 - seizoen 21)
- Reisleider De Reisduif (film 1)
- Cateringbedrijf Huysentruit (film 2)
- Rechterhand DDT (film 3 en 4)

## Trivia
- Het adres van zijn brocanterie is Veldweg 21.
- Het sterrenbeeld van Fernand is Ram.
- In de intro van F.C. De Kampioenen wordt altijd een foto gemaakt van de personages. Fernand nam deze taak voor zijn rekening in de intro die gebruikt werd van reeks 11 tot reeks 15. Hij joeg Marc Vertongen weg, die oorspronkelijk de foto zou maken. In de intro die gebruikt wordt sinds reeks 16 neemt hij het fototoestel over van Bieke Crucke. In de intro vanaf reeks 19 staat hij op het veld een gesprek te voeren met Marc.
- In de reeks is Fernand in contact gekomen met zijn beide voorgangers. In de laatste aflevering van het tiende seizoen koopt hij het restaurant van BTW en in de laatste aflevering van het twintigste seizoen werkt hij samen met DDT om wraak te nemen op de Kampioenen nadat deze uit de gevangenis ontsnapt. Ook in de tweede film komt Fernand opnieuw kort in aanraking met DDT wanneer hij hem in opdracht van Boma bewusteloos slaat en opsluit in een container. In de derde en vierde film en ook in de kerstspecial werken DDT en Fernand opnieuw samen en lijken ze zelfs vrienden te zijn.
- In seizoen 12 (overgangsperiode van frank naar euro) durfde Fernand een duurdere prijs aan te rekenen in euro's. Zo vroeg hij in aflevering "Gebuisd" aan Pascale 600 frank of 20 euro voor een herstelling. 600 frank is echter 15 euro.